# 伊藤優孝
伊藤 優孝（いとう ゆうこう、1949年7月11日 - ）は、競技麻雀のプロ雀士。日本プロ麻雀連盟副会長を務める（2022年現在、同団体内での段位は九段）。秋田県出身、明治学院大学法学部卒業。

## 人物
連盟の第1期生であり、「死神の優」の異名をとる。伊藤と同じく雀鬼会にいたことがある馬場裕一と共に2001年に「漢塾」を設立した。漢塾では、雀鬼流ルールでのリーグ戦の勉強会で主宰しており、阿賀寿直、仲田加南、ケネス徳田、大和などが参加している(2018年時点)。守備に回ることで放銃を回避するのではなく、不利な状況下でも攻撃にまわる戦術をとっている。

## 獲得タイトル
- 最強位（第3期[3]）
- 雀魔王（第6期[3]）
- 鳳凰位（第9期[3]）
- 發王位（第6期、第7期[3]）
- 全日本麻雀プロアママスターズ優勝（第4期、第6期[3]）
- 十段位（第36期[3]）

## 作品

### 一般DVD
- プロ麻雀リーグ 役満編（2005年3月30日、エイベックス）

## 出演

### オリジナルビデオ
- 雀鬼 裏麻雀勝負！20年間無敗の男（1993年3月5日、徳間ジャパンコミュニケーションズ）監督:小沼勝[6]
- 雀鬼 3 治外法権麻雀（1994年2月25日、徳間ジャパンコミュニケーションズ）監督:小沼勝 - 高倉役[7]
- 雀狼伝 2 必殺!!亜空間殺法（2000年10月21日、オールイン エンタテインメント）監督:服部光則[8]
- 兎USAGI～野性の闘牌～（2013年2月15日、ジーピー・ミュージアム）監督:薬師寺光幸[9]

### テレビ
- モンド21麻雀プロリーグ（MONDO21）

## 著書
- プロ麻雀魂 其の二 漢の麻雀（2004年7月28日、毎日コミュニケーションズ）ISBN 978-4839915131

## 外部サイト
- 伊藤優孝 - 龍龍 (ron2.jp)
- 第166回：プロ雀士インタビュー
- 第199回：プロ雀士インタビュー